# Fabián González Balsa
Fabián González Balsa (Buenos Aires, 17 de agosto de 1968) es un eclesiástico católico argentino. Es el obispo auxiliar de Río Gallegos, desde mayo de 2022.

## Biografía
Fabián nació el 17 de agosto de 1968, en Buenos Aires, capital de la Argentina.
Tras haber ingresado en el Seminario de Buenos Aires, completó sus estudios de Filosofía y Teología, en la Facultad de Teología de la Universidad Católica Argentina, obteniendo el bachillerato.

### Sacerdocio
Fue ordenado diácono el 19 de marzo de 1994. Su ordenación sacerdotal fue el 26 de noviembre del mismo año, en la Plaza de Mayo de Buenos Aires, a manos del obispo Jorge Begoglio SJ y del cardenal-arzobispo, Antonio Quarracino. 
En esa misma circunscripción eclesiástica se incardinó.
Como sacerdote desempeñó los siguientes ministerios:
- Vicario parroquial de Ntra. Sra. de Balvanera (1994-1996).
- Vicario parroquial de la Iglesia Santísima Cruz y la Basílica Santuario de Santa Rosa de Lima (1997-2005).[2]
- Párroco de Cristo Rey, en Villa Pueyrredón (2006-2008).

En marzo de 2009, el entonces cardenal-arzobispo Jorge Mario Bergoglio SJ, lo envió a la diócesis de Río Gallegos; siendo así sacerdote Fidei Donum.
En 2012, regresó a Buenos Aires, donde fue:
- Párroco de Sta. Ma. de los Ángeles (2012-2018).

En 2019 volvió a la diócesis de Río Gallegos, donde fue:
- Párroco de San José, en Las Heras (2019-2022).[3]

### Episcopado
Obispo Auxiliar de Río Gallegos
El 21 de mayo de 2022, el papa Francisco lo nombró obispo titular de Masclianae y obispo auxiliar de Río Gallegos. Fue consagrado el 17 de septiembre del mismo año, en el Polideportivo David en Las Heras, a manos del obispo Jorge García Cuerva.
- Vicario general, desde 2022.[5]